# Kabinett Durnwalder II
Das Kabinett Durnwalder II war die XI. Südtiroler Landesregierung. Es war das zweite Kabinett unter dem langjährigen Landeshauptmann Luis Durnwalder. Das Kabinett war vom 11. Februar 1994 bis zum 3. Februar 1999 im Amt. Gewählt wurde es vom Südtiroler Landtag in seiner Zusammensetzung nach den Wahlen 1993.

## Zusammensetzung
| Name             | Amt                           | Partei                                           | Sprachgruppe |
| ---------------- | ----------------------------- | ------------------------------------------------ | ------------ |
| Luis Durnwalder  | Landeshauptmann               | SVP                                              | deutsch      |
| Otto Saurer      | Landeshauptmannstellvertreter | SVP                                              | deutsch      |
| Michele Di Puppo | Landeshauptmannstellvertreter | Democrazia Cristiana – Partito Popolare Italiano | italienisch  |
| Erich Achmüller  | Landesrat                     | SVP                                              | deutsch      |
| Luigi Cigolla    | Landesrat                     | Democrazia Cristiana – Partito Popolare Italiano | italienisch  |
| Werner Frick     | Landesrat                     | SVP                                              | deutsch      |
| Bruno Hosp       | Landesrat                     | SVP                                              | deutsch      |
| Alois Kofler     | Landesrat                     | SVP                                              | deutsch      |
| Michl Laimer     | Landesrat                     | SVP                                              | deutsch      |
| Sepp Mayr        | Landesrat                     | SVP                                              | deutsch      |
| Romano Viola     | Landesrat                     | Partito Democratico della Sinistra               | italienisch  |